# Cardiology
Cardiology is een internationaal, aan collegiale toetsing onderworpen wetenschappelijk tijdschrift op het gebied van de cardiologie. Het verschijnt maandelijks.